# Верхняя Талица (Пермский край)
Верхняя Талица — деревня в Очёрском городском округе Пермского края России.

## История
Известна с 1782 года. До 2019 года входила в состав ныне упразднённого Павловского городского поселения Очёрского района.

## География
Деревня находится в юго-западной части края, в пределах денудационной Предуральской равнины, на берегах реки Талицы, на расстоянии приблизительно 10 километров (по прямой) к востоку-северо-востоку (ENE) от города Очёра, административного центра округа. Абсолютная высота — 191 метр над уровнем моря.
Климат
Климат характеризуется как континентальный, с морозной продолжительной зимой и коротким тёплым летом. Средняя многолетняя температура самого холодного месяца (января) составляет −15,5 °С (абсолютный минимум — −38 °С), температура самого тёплого (июля) — 17,5 °С (абсолютный максимум — 37 °С). Продолжительность безморозного периода — 115 дней. Среднегодовое количество осадков — 441 мм.

## Население
| 2010 |
| ---- |
| 64   |

Половой состав
По данным Всероссийской переписи населения 2010 года в половой структуре населения мужчины составляли 51,6 %, женщины — соответственно 48,4 %.
Национальный состав
Согласно результатам переписи 2002 года, в национальной структуре населения русские составляли 98 % из 65 чел.